# 伊藤聡子
伊藤 聡子（いとう さとこ、1967年7月3日 - ）は、日本のテレビタレント、コメンテーター、キャスター。事業創造大学院大学客員教授。地域経済の活性化、および国際協力が得意領域。三桂所属。

## 来歴
新潟県糸魚川市出身。両親共に糸魚川市出身。小学4年生の頃に長野県へ引っ越す。新潟県立新潟高等学校、東京女子大学文理学部英米文学科卒業。
大学3年時の1989年から、TBSの『サンデーモーニング』にリポーターとして出演。
1993年10月より、テレビ朝日『スーパーモーニング』のメインキャスターを担当（ ～2000年3月)。
2000年4月10日より、『ベストタイム』の総合司会を担当 （ ～2001年3月30日）。
2002年4月より、ニューヨークのフォーダム大学に留学しアメリカ社会学を学ぶ（1年間)。
日本へ帰国後、テレビやラジオでキャスターを担当。JICAの途上国視察にも参加。
途上国や日本の地方などの自立にはビジネスの視点が不可欠と考え、（地元新潟県の）事業創造大学院大学に通いMBAを取得。
2010年、事業創造大学院大学の客員教授に就任。2022年文部科学省日本ユネスコ国内委員会委員。
中小企業政策審議会委員、国土交通省地域づくり表彰審査会委員、文部科学省原子力科学技術委員会委員、新潟市文化創造推進委員会 委員、新潟大学経営協議会委員、新潟大学非常勤講師、糸魚川ジオパーク大使なども務める。
現在、客員教授や非常勤講師や各種テレビ番組への出演の仕事のほかにも、シンポジウム出演や講演会などでも活躍中。
私生活では離婚歴がある。

## パーソナルデータ
- 趣味 : ゴルフ（ベストスコア90）、スキューバダイビング[10]。カメラ[11]。きき酒師[8]。
- 姉と弟がいる[12]。
- 特技:カラオケ[2]。
- 1994年の夏にダイビング免許を慶良間諸島で取得[2]。
- 健康法は散歩と水泳[2]。
- 「スーパーモーニング」に出演していた時は午後10時に床に入り、朝4時に起床していたが、実際には寝床の中で「ニュースステーション」を観ていた[2]。
- ゲストの名前を何度も間違えて台本に正しい名前を大きく書いたが、それでも間違えて放送終了後にトイレで泣いたことを失敗談に挙げている[2]。

## 出演番組
報道・情報ワイドショー番組
| 期間          | 期間          | 番組名                                       | 役職                                                |
| ------------- | ------------- | -------------------------------------------- | --------------------------------------------------- |
| 1989年        | 1993年9月     | サンデーモーニング（TBS）                    | レポーター                                          |
| 1993年10月    | 2000年3月     | スーパーモーニング（テレビ朝日）             | 総合司会                                            |
| 2000年4月     | 2001年3月     | ベストタイム（TBS）                          | 総合司会                                            |
| 2005年4月2日  | 2021年2月27日 | ウェークアップ!ぷらす（読売テレビ）          | コメンテーター                                      |
| 2006年7月31日 | 現在          | 情報ライブ ミヤネ屋（読売テレビ）            | パネリスト出演                                      |
| 2006年10月    | 2008年9月     | 朝はビタミン!（テレビ東京）                  | 木曜日リポーター                                    |
| 2009年3月30日 | 現在          | かんさい情報ネットten.（読売テレビ）         | 準レギュラーコメンテーター                          |
| 2009年4月     | 2011年3月     | ひるおび!（TBS）                             | 隔週金曜日コメンテーター                            |
| 2011年2月20日 | 2011年2月20日 | たかじんのそこまで言って委員会（読売テレビ） | ゲスト出演                                          |
| 2011年4月     | 現在          | ひるおび!（TBS→TBSテレビ）                   | 水曜日コメンテーター ※2013年3月までは、隔週での出演 |
| 2018年10月    | 2023年9月     | UP!→アップ!（メ～テレ）                      | 月曜日コメンテーター                                |

バラエティ・ラジオ番組・その他
- 伊藤聡子のグレースナイト（ラジオ日本）
- ANA焼酎倶楽部（Foodies-TV）
- 人・住まい・未来～潤いのオーナーズライフ（BS朝日）
- 伊藤聡子のPrime Voice（文化放送）不定期放送
- 都会を出て暮らそうよ BEYOND TOKYO（BSテレ東）
- BATTLE TALK RADIO アクセス（TBSラジオ）
- KeyNote（テレビ東京・2001年5月7日 - 2002年3月25日）
- ナイトinナイト（朝日放送）
- イキイキワイド（新潟テレビ21）
- 東京インフォーカス（MXテレビ）
- 金曜スペシャル ありがとう尾崎豊（NHK衛星第2）
- Just Japan（tvk発全国ネット）
- ヨコハマ招福パラダイス（ラジオ日本）
- 土曜スペシャル（テレビ東京）
- ココロジ〜発見!まちの元気人〜（BS-TBS）
- 大人のヨーロッパ街歩き（BS日本/旅チャンネル）
- 武田鉄矢の週刊鉄学（朝日ニュースター）
- 伊藤聡子と新潟の経営者（FM KENTO・2012年1月7日 - 2019年3月30日）
- 地域にエール！まちカケル（BSテレ東）

## CM・広告

### CM
- メットライフ生命保険（CM内キャスター役）
- イオン・トップバリュ（2008年）
- 日清オイリオグループ（2005年）
  - 日清キャノーラ油・ヘルシーライト
  - 日清ヘルシーリセッタ
  - 日清ヘルシーコレステ
  - 日清純正・香りひき立つごま油
  - 日清ドレッシングソース
  - 日清マヨドレ

### 広告
- 令和3年度行政書士制度PRポスター（掲示期間：2021年8月1日〜2022年7月31日）[13]